# Oum, el dofí blanc
|  | Aquest article tracta sobre l'anime de 1971. Si cerqueu la sèrie d'animació de 2015, vegeu «Zoom, el dofí blanc». |

Oum, el dofí blanc (Oum le dauphin blanc en francès) és una sèrie d'animació franco-japonesa de 26 episodis de tretze minuts, produïda per Telcia Films, Saga Films i Eiken a partir de 1969, convertint-se en la primera coproducció d'animació entre França i el Japó.
La seva estrena mundial va ser a França pel segon canal de l'ORTF el 30 de novembre de 1971. Al Japó, la sèrie es va anomenar Iruka to Shônen (イルカと少年, El dofí i el noi) i es va estrenar el 1975. En català es va estrenar pel Circuit català de TVE el 10 de gener de 1990, mentre que la versió valenciana ho va fer el 2 de març per Canal 9.

## Argument
La sèrie explica les aventures del dofí blanc Oum amb els seus joves amics Ian, de 13 anys, i la seva germana Marina, de 7 anys, els quals viuen amb el seu oncle, un antic mariner anomenat Patrick. A més nombrosos animals els acompanyen com la gracula Jean-Sébastien, qui domina el llenguatge dels dofins, el coala Raoul, el peresosos Flem, la parella d'Oum, Mamoum i Titoum el seu fill.

## Fitxa tècnica
- Productors: Telcia Films (Jacques Simonnet, Yves Ciampi)
- Realitzador: René Borg
- Escenarista: Vladimir Tarta, Gaston Pomier Layrargues
- Creador de personatges: Marc Bonnet
- Lletra i música de la capçalera: Michel Legrand, Vladimir Cosma, Jean Drejac
- Productor: Yves Ciampi

## Remake de 2015
El 2015 TF1 va fer una segona sèrie modernitzant els personatges. La producció va ser conjuntament entre França i Alemanya per Media Valley i Marzipan Films i es va fer en 3D en lloc d'animació tradicional. Consta de dues temporades de 52 episodis de tretze minuts i es va estrenar el 30 d'agost de 2015 a França al canal TF1, el 21 d'octubre de 2015 a Alemanya al canal KIKA i a Catalunya el 14 de setembre de 2015 pel canal Super3.

## Ús publicitari
Des de la seva estrena, a França els personatges han estat usats en diferents campanyes publicitàries, com les estacions de servei FINA, que va fer productes promocionals, o els iogurts Vitho.
Nestlé va associar Oum a l'hora de promocionar la seva xocolata blanca Galak entre els anys 70 i 2003. El 2004 varen continuar venent amb la imatge d'Oum, mentre que el 2005 varen fer un redisseny del personatge, el qual va ser denunciat pels creadors originals.